# COMPLETE THE CHECKERS 〜all singles collection
『COMPLETE THE CHECKERS 〜all singles collection』（コンプリート ザ チェッカーズ オール シングルズ コレクション）は、チェッカーズのベスト・アルバム。2004年3月17日にポニーキャニオンから発売された。

## 概要
チェッカーズがデビューから解散まで発売した全30作のシングル表題曲を、時系列で収録した2枚組のベスト・アルバム。
本作と同日に、長年入手困難状態が続いていた10枚のオリジナルアルバムと、2枚のオリジナルサウンドトラックがニュープライスで再リリースされた。

## 収録曲

### DISC 1
1. ギザギザハートの子守唄
  - デビューシングル
  - 作詞：康珍化／作曲：芹澤廣明／編曲：芹澤廣明
2. 涙のリクエスト
  - 2ndシングル
  - 作詞：売野雅勇／作曲：芹澤廣明／編曲：芹澤廣明
3. 哀しくてジェラシー
  - 3rdシングル
  - 作詞：売野雅勇／作曲：芹澤廣明／編曲：芹澤廣明
4. 星屑のステージ
  - 4thシングル
  - 作詞：売野雅勇／作曲：芹澤廣明／編曲：芹澤廣明
5. ジュリアに傷心
  - 5thシングル
  - 作詞：売野雅勇／作曲：芹澤廣明／編曲：芹澤廣明
6. あの娘とスキャンダル
  - 6thシングル
  - 作詞：売野雅勇／作曲：芹澤廣明／編曲：芹澤廣明
7. 俺たちのロカビリーナイト
  - 7thシングル
  - 作詞：売野雅勇／作曲：芹澤廣明／編曲：芹澤廣明
8. HEART OF RAINBOW ～愛の虹を渡って～
  - 8thシングル
  - 作詞：売野雅勇／作曲：芹澤廣明／編曲：芹澤廣明
9. 神様ヘルプ!
  - 9thシングル
  - 作詞：売野雅勇／作曲：芹澤廣明／編曲：芹澤廣明
10. OH!! POPSTAR
  - 10thシングル
  - 作詞：売野雅勇／作曲：芹澤廣明／編曲：芹澤廣明
11. Song for U.S.A.
  - 11thシングル
  - 作詞：売野雅勇／作曲：芹澤廣明／編曲：芹澤廣明
12. NANA
  - 12thシングル
  - 作詞：藤井郁弥／作曲：藤井尚之／編曲：チェッカーズ／編曲：八木橋カンペー
13. I Love you, SAYONARA
  - 13thシングル
  - 作詞：藤井郁弥／作曲：大土井裕二／編曲：THE CHECKERS FAM.
14. WANDERER
  - 14thシングル
  - 作詞：藤井郁弥／作曲：鶴久政治／編曲：THE CHECKERS FAM.
15. Blue Rain
  - 15thシングル
  - 作詞：藤井郁弥／作曲：藤井尚之／編曲：THE CHECKERS FAM.

### DISC 2
1. ONE NIGHT GIGOLO
  - 16thシングル
  - 作詞：藤井郁弥／作曲：武内享／編曲：THE CHECKERS FAM., 新田一郎
2. Jim&Janeの伝説
  - 17thシングル
  - 作詞：藤井郁弥／作曲：鶴久政治／編曲：THE CHECKERS FAM.
3. 素直にI'm Sorry
  - 18thシングル
  - 作詞：藤井郁弥／作曲：藤井尚之／編曲：THE CHECKERS FAM.
4. Room
  - 19thシングル
  - 作詞：藤井郁弥／作曲：鶴久政治／編曲：THE CHECKERS FAM.
5. Cherie
  - 20thシングル
  - 作詞：藤井郁弥／作曲：鶴久政治／編曲：THE CHECKERS FAM.
6. Friends and Dream
  - 21stシングル
  - 作詞：藤井郁弥／作曲：鶴久政治／編曲：THE CHECKERS FAM.
7. 運命 <SADAME>
  - 22ndシングル
  - 作詞：藤井郁弥／作曲：藤井尚之／編曲：THE CHECKERS FAM.
8. 夜明けのブレス
  - 23rdシングル
  - 作詞：藤井郁弥／作曲：鶴久政治／編曲：THE CHECKERS FAM.
9. さよならをもう一度
  - 24thシングル
  - 作詞：藤井郁弥／作曲：藤井尚之／編曲：THE CHECKERS FAM., 井上鑑
10. Love '91
  - 25thシングル
  - 作詞：藤井郁弥／作曲：大土井裕二／編曲：THE CHECKERS FAM.
11. ミセス マーメイド
  - 26thシングル
  - 作詞：藤井郁弥／作曲：鶴久政治／編曲：THE CHECKERS FAM.
12. ふれてごらん 〜please touch your heart〜
  - 27thシングル
  - 作詞：藤井郁弥／作曲：藤井尚之／編曲：THE CHECKERS FAM.
13. 今夜の涙は最高
  - 28thシングル
  - 作詞：藤井郁弥／作曲：藤井尚之／編曲：THE CHECKERS FAM.
14. Blue Moon Stone
  - 29thシングル
  - 作詞：藤井郁弥／作曲：藤井尚之／編曲：THE CHECKERS FAM.
15. Present for you
  - 30thシングル
  - 作詞：THE CHECKERS／作曲：THE CHECKERS／編曲：THE CHECKERS FAM.
  - 実際の作詞は藤井郁弥、作曲は武内享